# Люи (кантон)
Люи́ (фр. Lhuis) — кантон во Франции, находится в регионе Рона — Альпы, департамент Эн. Входит в состав округа Белле.
Код INSEE кантона — 0118. Всего в кантон Люи входят 12 коммун, из них главной коммуной является Люи.

## Коммуны кантона
| Коммуна         | Население, чел | Почтовый индекс | Код INSEE |
| --------------- | -------------- | --------------- | --------- |
| Бенонс          | 243            | 01470           | 01037     |
| Бриор           | 675            | 01470           | 01064     |
| Гроле           | 333            | 01680           | 01182     |
| Лонна           | 147            | 01680           | 01219     |
| Люи             | 724            | 01680           | 01216     |
| Маршан          | 108            | 01680           | 01233     |
| Монтаньё        | 386            | 01470           | 01255     |
| Ордонна         | 120            | 01510           | 01280     |
| Сейонна         | 123            | 01470           | 01400     |
| Сен-Бенуа       | 582            | 01300           | 01338     |
| Серьер-де-Бриор | 960            | 01470           | 01403     |
| Иннимон         | 95             | 01680           | 01190     |

## Население
Население кантона на 1999 год составляло 4 496 человек.
| 1962  | 1968  | 1975  | 1982  | 1990  | 1999  | 2006 | 2007 |
| ----- | ----- | ----- | ----- | ----- | ----- | ---- | ---- |
| 3 536 | 3 903 | 3 750 | 3 996 | 3 977 | 4 496 | -    | -    |